# US Open de 1969
O US Open de 1969 foi um torneio de tênis disputado nas quadras de grama do West Side Tennis Club, no distrito de Forest Hills, em Nova York, nos Estados Unidos, entre 28 de agosto a 9 de setembro. Corresponde à 2ª edição da era aberta e à 89ª de todos os tempos.

## Finais

### Profissional
| Categoria | Evento    | Campeã(s)(o/ões)             | Vice-campeã(s)(o/ões)           | Resultado            | Chave(s)  | Chave(s)       |
| --------- | --------- | ---------------------------- | ------------------------------- | -------------------- | --------- | -------------- |
| Simples   | Masculino | Rod Laver                    | Tony Roche                      | 7–9, 6–1, 6–2, 6–2   | principal | qualificatório |
| Simples   | Feminino  | Margaret Court               | Nancy Richey                    | 6–2, 6–2             | principal | qualificatório |
| Duplas    | Masculino | Ken Rosewall Fred Stolle     | Charles Pasarell Dennis Ralston | 2–6, 7–5, 13–11, 6–3 | principal | principal      |
| Duplas    | Feminino  | Françoise Dürr Darlene Hard  | Margaret Court Virginia Wade    | 0–6, 6–3, 6–4        | principal | principal      |
| Duplas    | Misto     | Margaret Court Marty Riessen | Françoise Durr Dennis Ralston   | 6–4, 7–5             | principal | principal      |